# João Coutinho, 5.º Conde de Redondo
João Coutinho (c. 1540 - 10 de novembro de 1619) foi 5.º conde de Redondo, capitão de Tânger, e vice-rei da Índia entre 1617 e 1619.